# Friday (chanson de Riton et Nightcrawlers)
Pour les articles homonymes, voir Friday.
Singles par Riton
Too High
(2020) Come with me
(2021)
Singles par Nightcrawlers
Push the Feeling On 2k12
(2012) Losing My Mind
(2021)
Friday est une chanson du DJ anglais Riton et du groupe écossais Nightcrawlers, avec la participation des personnalités d'Internet Mufasa et Hypeman, sortie le 15 janvier 2021. La chanson reprend la mélodie principale du remix de MK de la chanson Push the Feeling On de Nightcrawlers, paru en 1995. La chanson connaît un succès européen en se classant dans le top 10 de divers pays. Elle est chantée par Samantha Harper.

## Classements hebdomadaires
| Classements (2021)                      | Meilleure position |
| --------------------------------------- | ------------------ |
| Allemagne (Media Control AG)            | 3                  |
| Australie (ARIA)                        | 12                 |
| Autriche (Ö3 Austria Top 40)            | 5                  |
| Belgique (Flandre Ultratop 50 Singles)  | 1                  |
| Belgique (Wallonie Ultratop 50 Singles) | 2                  |
| Danemark (Tracklisten)                  | 13                 |
| Canada (Canadian Hot 100)               | 16                 |
| Espagne (PROMUSICAE)                    | 25                 |
| États-Unis (Hot Dance/Electronic Songs) | 5                  |
| France (SNEP)                           | 21                 |
| Irlande (IRMA)                          | 3                  |
| Italie (FIMI)                           | 8                  |
| Pays-Bas (Nederlandse Top 40)           | 3                  |
| Pays-Bas (Single Top 100)               | 3                  |
| Portugal (AFP)                          | 7                  |
| Royaume-Uni (UK Singles Chart)          | 4                  |
| Suède (Sverigetopplistan)               | 23                 |
| Suisse (Schweizer Hitparade)            | 2                  |